# Érard I. von Brienne-Ramerupt

Wappen Érards von Brienne-Ramerupt

Érard von Brienne (* um 1170; † 1246) war Herr von Ramerupt und Venizy. Er entstammte dem Haus Brienne und war ein Prätendent auf die Grafschaft Champagne.

## Leben
Érard war ein Sohn von Andreas von Brienne, Herr von Ramerput, und der Alix (Adelais), Herrin von Venizy. Sein Vater war ein berühmter Ritter des Dritten Kreuzzuges, die Mutter eine Nachkommin des Prinzen Floris, eines Sohnes von König Philipp I. von Frankreich.
Er heiratete in erster Ehe eine gewisse Hélisende. Nachdem diese vor 1210 gestorben war, zog er zusammen mit seinem Cousin ersten Grades, Johann von Brienne, der dort König von Jerusalem wurde, ins Heilige Land.

### Reise ins Heilige Land
In Akkon heiratete Érard um 1213 in zweiter Ehe die Prinzessin Philippa von Jerusalem, die eine Tochter des Grafen Heinrich II. von Champagne und der Königin Isabella I. von Jerusalem war. Die Ehe erfolgte gegen den Widerstand der römischen Kurie, denn das Paar war im neunten Grad miteinander verwandt und daher nach kanonischem Recht nicht heiratsfähig. Das vierte Laterankonzil lockerte allerdings 1215 diese Bestimmungen, weshalb die Ehe nicht mehr bestritten wurde. Die legitime Herkunft Philippas selbst stand allerdings in Zweifel, da der erste Ehemann ihrer Mutter, Humfried IV. von Toron, seine erzwungene Scheidung nie anerkannt hatte.

### Erbfolgekrieg um die Champagne
Dennoch unternahmen Philippa und Érard den Versuch, um das Erbe ihres Vaters, die reiche französische Grafschaft Champagne, zu kämpfen. Der dort amtierende Graf war Philippas Cousin, der unmündige Theobald IV., dessen Rechtmäßigkeit sie nun in Absprache stellten. Die Gräfinnenmutter Blanka von Navarra konfiszierte daraufhin Érards Besitz in Frankreich und sandte ihren Kämmerer aus, um ihn gefangen zu nehmen.
1215 erreichten Érard und seine Frau Genua, wo er vom gräflichen Kämmerer erwartet und zu einem Zweikampf aufgefordert wurde. Érard wurde daraufhin von den genuesischen Behörden verhaftet, die den Fall einer päpstlichen Kommission vorlegten. Nach fünf Monaten Haft gelang ihm die Flucht nach Frankreich. Dort wurde er sofort in Le Puy-en-Velay von Gräfin Blanka verhaftet, aber schon bald wieder frei gelassen, da die Festnahme in rechtswidriger Weise erfolgt war.
Im Frühjahr 1216 erreichte Érard die Champagne, wo er die unzufriedenen Barone des Landes um sich vereinte und den Krieg gegen die Gräfin und ihren Sohn begann. Mit dem Herzog Theobald I. von Lothringen gewann er einen starken Verbündeten. Im Herbst 1216 akzeptierte Érard das Schiedsgericht König Philipps II., der eine Waffenruhe vermittelte und auf einer Vertagung der Machtfrage bis zur Mündigkeit Graf Theobalds IV. bestand. Érard aber brach den Waffenstillstand schnell, wofür er am 25. April 1217 vom Erzbischof von Reims exkommuniziert wurde. Am 2. Februar 1218 erfolgte gegen ihn und seine Mitstreiter auch der Bannspruch des Papstes. Dies führte auch zur militärischen Intervention des Königs, des Herzogs von Burgund und Kaiser Friedrichs II., der im Juni 1218 den Herzog von Lothringen gefangen nehmen konnte. Dadurch seines mächtigsten Unterstützers beraubt, gab Érard den Kampf auf. Am 2. November 1221 traf er mit Gräfin Blanka eine Übereinkunft, in der er und seine Frau auf ihre Ansprüche verzichteten. Im Gegenzug erhielten sie von der Gräfin eine großzügige finanzielle Abfindung und Érard selbst bekam seine Familienbesitzungen zurückerstattet.
Das Paar kehrte 1222 nach Outremer zurück. Jahre später erhob Érards Schwägerin, Alice von Zypern, ebenfalls Anspruch auf die Champagne.

## Nachkommen
Aus seiner Ehe mit Philippa († 1250) hatte Érard mehrere Kinder:
- Érard von Brienne († 8. Februar 1250 während des sechsten Kreuzzuges)
- Heinrich von Brienne († 1248/49 während des sechsten Kreuzzuges), Herr von Venizy[1]
- Maria von Brienne († nach 1221), ⚭ I.) Gaucher von Nanteuil-la-Fosse ⚭ II.) Hugo von Conflans
- Margarete von Brienne († 1275), ⚭ Dirk van Beveren
- Héloïse von Brienne
- Isabella von Brienne († 1274/1277), ⚭ Heinrich V., Graf von Grandpré
- Johanna von Brienne, ⚭ um 1250 Mathieu III. de Montmorency
- Sibylle von Brienne, Äbtissin von Ramerupt
- Alix von Brienne (genannt um 1245)

## Einzelnachweis
1. ↑  siehe Jubainville (1861), S. 450

| Personendaten    | Personendaten                        |
| ---------------- | ------------------------------------ |
| NAME             | Érard von Brienne-Ramerupt           |
| ALTERNATIVNAMEN  | Érard von Ramerupt, Érard von Venizy |
| KURZBESCHREIBUNG | Herr von Ramerupt und Venizy         |
| GEBURTSDATUM     | um 1170                              |
| STERBEDATUM      | 1246                                 |